# Catawba

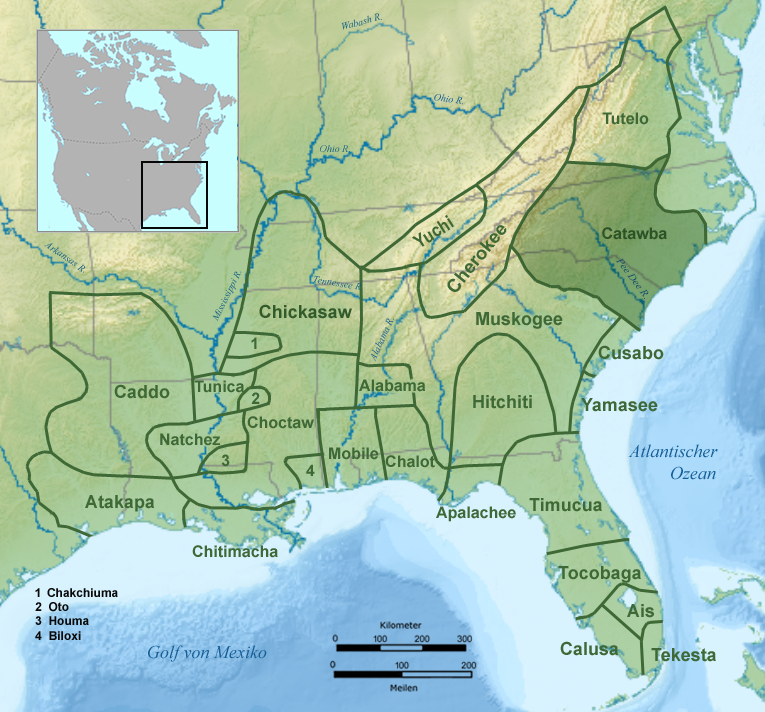
Stammesgebiet der Catawba im 17. Jahrhundert.

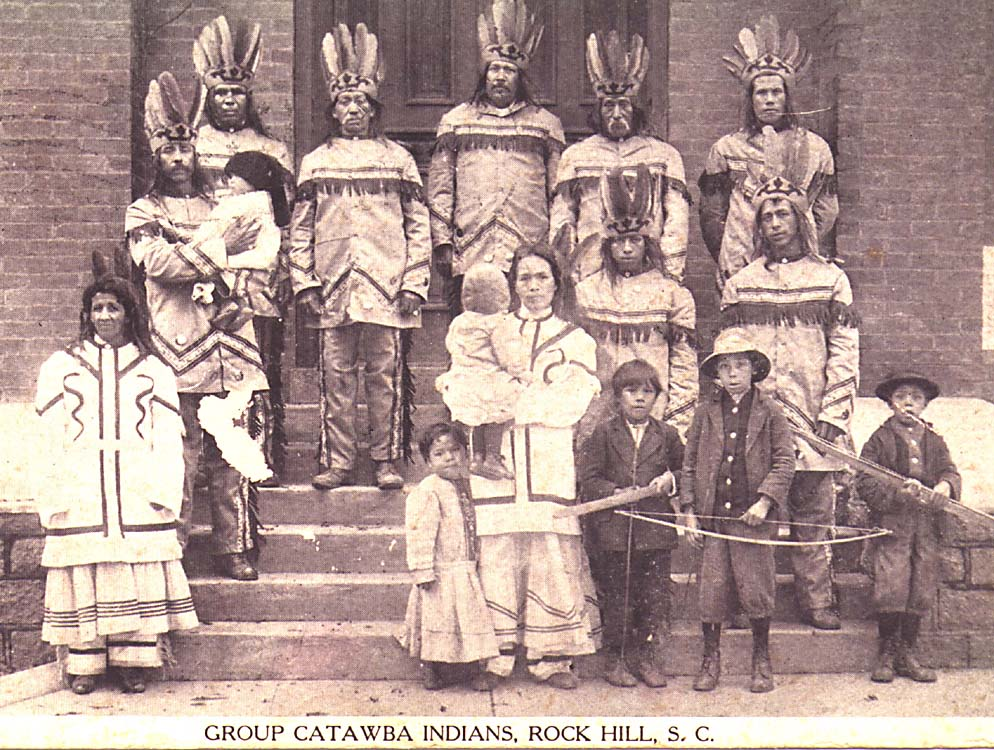
Catawba 1913

Die Catawba bzw. Iswä oder Iswa sind ein Indianerstamm des Kulturareals des Südöstliches Waldlands entlang des Catawba River und Wateree Rivers an der Grenze zwischen North- und South Carolina im Südosten der Vereinigten Staaten.
Ihre Sprache bildet zusammen mit der Sprache der Woccon (Waccamaw) den Catawba oder Östlichen Sioux-Zweig der Sioux-Sprachfamilie.
Seit 1993 haben ihre Nachkommen wieder die bundesstaatliche Anerkennung (federal recognition) als Stamm (federal recognized tribe) und bewohnen heute als Catawba Indian Nation eine rund 2,6 km² große Reservation bei Rock Hill im York County in South Carolina.

## Name
Wie bereits erwähnt, bildete ihre Sprache zusammen mit dem Woccon (Waccamaw)-Sioux, den sog. „Catawba-Zweig“ bzw. „Östlichen Sioux-Zweig“ der Sioux-Sprachen. Beide Sprachen gehören aktuell zu den ausgestorbenen Sprachen, jedoch gibt es ein Wiederbelebungprogramm unter der Catawba Indian Nation. Die Zugehörigkeit der beiden Sprachen zur Sioux-Sprachfamilie konnte jedoch auf Grund der großen Unterschiede gegenüber den „Westlichen Sioux“-Sprachen durch Linguisten und Historiker erst im späten neunzehnten Jahrhundert nachgewiesen werden.
Die heute allgemein übliche Stammesbezeichnung als Catawba stammt vermutlich von katapa („teilen“; „trennen“; „[zer]brechen“) aus der Sprache der Choctaw (Chahta).
Die Catawba waren als Iswä, Iswa, Issa, Ysa oder Esaw bekannt, was sich von ihrer Bezeichnung für den Catawba und Wateree River als iswa/iswä/iswąˀ/iswą („Fluss“) herleitet; ihr Autonym lautet daher auch ye iswa („Volk entlang des Flusses“), von yęę/yę/yįį („Person“) bzw. yęye/yayeh („Volk“) + iswa/iswä/iswąˀ/iswą („Fluss“) oder ye iswa'here bzw. yeh is-wah h’reh („Volk den Fluss entlang abwärts“, „Volk am Fluss hier unten“). Manchmal wird auch als Eigenbezeichnung nieye bzw. niye yakanire („Volk“, „viele Menschen“, abgeleitet von yaką – „viele“) wiedergegeben. Die Woccon (Waccamaw) nannten sich laut (Lawson 1709) ähnlich, nämlich: yauhhe („Volk“).
Die feindlichen Irokesisch-sprachigen Cherokee (Tsalagi) bezeichneten die Catawba als anitagwi bzw. anijagwa (in Cherokee-Silbenschrift: ᎠᏂᏔᏈ), die Mohawk (Kanien'kehá:ka) jedoch als Tekanerahtowá:nens, die Irokesenliga (Haudenosaunee) bezeichneten alle „Östlichen Sioux“-Völker (einschließlich der Catawba) als Totiri bzw. Toderichroone („Flachköpfe“, siehe Tutelo), da diese unter ihren männlichen Nachkommen eine künstliche Schädeldeformation durch beabsichtigte mechanische Umformung des menschlichen Kopfes, um ein von der Norm abweichendes Aussehen zu erzeugen, praktizierten.
Für den Stamm der Bitterroot Salish (besser bekannt als Flathead) ist dies ein irreführender Name, denn die Abflachung der Stirnpartie mittels Schädeldeformation war bei ihnen unbekannt.

## Bevölkerung
Vor dem europäischen Kontakt bestanden die Catawba vermutlich aus zwei separaten Stämmen, nämlich den eigentlichen Catawba und den Iswa. Insgesamt betrug ihre Bevölkerungszahl mehr als 10.000 Angehörige. Die erste Schätzung der Engländer im Jahr 1692 belief sich auf rund 5.000 Personen. Im Verlauf der nächsten 70 Jahre nahmen die Catawba die Überreste anderer Sioux sprechender Stämme der Region auf. Trotzdem verringerte sich die Bevölkerungszahl stetig infolge europäischer Krankheiten, gegen die sie keine Widerstandskräfte hatten, permanenter Kriege und Alkoholmissbrauch. Um 1728 gab es nur noch 400 Krieger und eine Gesamtbevölkerung von etwa 1.400 Angehörigen. Im Jahr 1738 verloren sie die Hälfte davon durch eine Pockenepidemie und nach einer zweiten Epidemie 1759/60 überlebten nur noch 400 Catawba. Der Zensus von 1826 ergab lediglich 110 Stammesangehörige. Laut US-Zensus von 2010 gibt es aktuell 2.015 Nachkommen der Catawba in Rock Hill, insgesamt wurden 3.370 gelistet (Nachkommen aus einem oder mehreren Stämmen).

## Kultur
Sie wohnten in Dörfern mit runden, um einen Mittelpfahl gebauten Häusern, die mit Ulmenrinde bedeckt waren. Öffentliche Versammlungen und religiöse Zeremonien fanden in geweihten Tempeln statt. Männer und Frauen arbeiteten gemeinsam in der Landwirtschaft und sorgten für mindestens zwei Ernten im Jahr, die hauptsächlich aus Mais, Bohnen und Kürbissen bestand. Die pflanzliche Nahrung wurde durch das Sammeln von Wildkräutern sowie durch Jagd und Fischfang ergänzt. Die Frauen der Catawba waren bekannt für ihre Töpferkunst. Bis heute stellen sie Tontöpfe in der Spiralwulsttechnik ihrer Vorfahren her. Die Verzierungen entstehen durch die Verwendung entkernter Maiskolben, die über die noch feuchte Oberfläche der Töpfe gerollt werden und originelle Muster erzeugen.
Zusammen mit anderen „Östlichen-Sioux“-Stämmen praktizierten die Catawba unter den männlichen Nachkommen eine künstliche Schädeldeformation durch beabsichtigte mechanische Umformung des menschlichen Kopfes, um ein von der Norm abweichendes Aussehen zu erzeugen. Die Stirn und die Schädeldecke ihrer männlichen Kinder wurde abgeflacht, indem sie den Kopf des Säuglings unter Druck zwischen Brettern einbanden. Der absichtlich vorgenommene Eingriff geschah bereits im frühkindlichen Alter (als der Säugling etwa 3 Monate alt war, bis das Kind etwa ein Jahr alt war), da die Schädelnähte noch relativ leicht formbar sind. Auf Grund ihrer zur Zierde verformten Schädel (künstliche Makrozephalie) nannten die Irokesen die Catawba (zusammen mit anderen „Östlichen-Sioux“-Stämmen) als Totiri bzw. Toderichroone („Flachköpfe“); die Europäer übernahmen die Algonkin-Variante dieser Bezeichnung als „Tutelo“.
Traditionelle Feinde der Catawba waren, neben den Irokesen, auch die Cherokee, Shawnee, Delaware und weitere Algonkinstämme von den Großen Seen. Die Krieger der Catawba waren gefürchtet und besaßen ein entsprechendes Aussehen. Die Haare waren zu einem Pferdeschwanz gebunden. Die Kriegsbemalung des Gesichts zeigte ein Auge in schwarzem und das andere in weißem Kreis, während der Rest des Gesichts schwarz bemalt war.
Die Catawba waren neben den Cherokee der wichtigste Stamm in den Carolinas. Mit den englischen Kolonisten pflegten sie gute Beziehungen, als diese um 1660 die ersten Siedlungen in der Region errichteten. Sie kämpften gegen feindliche Stämme und gegen französische und spanische Truppen, die in das Land eingedrungen waren. Außerdem halfen sie den Kolonisten, entlaufene afrikanische Sklaven einzufangen. Es war gängige Praxis in South Carolina, den neuen Sklaven einen Catawba in Kriegsbemalung zu zeigen, um Fluchtversuche zu verhindern. Um 1720 begannen die Catawba, nach und nach viele Sitten und Gebräuche der Engländer zu übernehmen und verloren damit Teile ihrer eigenen Kultur. Nur in der Religion verhielten sie sich passiv und behielten bis 1883 ihre traditionellen Rituale. In nur einem Jahr schafften es mormonische Missionare, fast alle Catawba zu konvertieren. Heute gehören viele Catawba der Kirche Jesu Christi der Heiligen der Letzten Tage an.

## Geschichte
Obwohl das Gebiet schon 1540 von Hernando de Soto besucht worden war, wurden die Iswa erst von Juan Pardos Expedition in den Jahren 1566–67 erstmals erwähnt. Den ersten Kontakt mit britischen Kolonisten aus Virginia gab es 1653. Die Feindschaft zu den benachbarten Cherokee bestand schon vor der Ankunft der Europäer. Als eine große Zahl von Shawnee um 1660 auf der Flucht vor den Irokesen in Süd-Carolina eintraf, erlaubten ihnen die Cherokee, als Puffer zwischen ihnen und den Catawba zu siedeln. Doch bald kam es zum Krieg zwischen den Neuankömmlingen und den Catawba.

### Kolonialkriege
Auch aus dem Norden drohte Gefahr. Die Irokesen, insbesondere die Seneca, hatten die Shawnee nicht vergessen und zogen über den Großen Kriegs- und Handelspfad nach Süden. Dieser führte vom heutigen Staat New York über Pennsylvania entlang der Appalachen bis nach South Carolina. Im Verlauf der Irokesen-Feldzüge, die fast hundert Jahre dauern sollten, griffen diese auch die Catawba und benachbarte Stämme an. Die Catawba suchten deshalb Schutz bei den Briten und wurden mit europäischen Feuerwaffen ausgerüstet. Mit britischer Unterstützung schlossen die Catawba 1706 einen Friedensvertrag mit den Irokesen, der allerdings nicht von langer Dauer war. Die Irokesenliga versuchte in dieser Zeit, die anderen Stämme durch Verträge und den Covenant Chain zu dominieren. Die Catawba weigerten sich und waren danach erneut Ziel von irokesischen Überfällen. Im Jahr 1707 gab es einen Sieg der Catawba über die Carolina-Shawnee, die nach Pennsylvania flüchteten und Zuflucht bei den dortigen Delaware fanden.
Der Tuscarora-Krieg zwischen den europäischen Kolonisten in North Carolina und den dort lebenden Stämmen fand von 1711 bis 1713 statt. North Carolina ersuchte die Regierung von South Carolina um Unterstützung, die 30 Milizionäre, unterstützt von 500 Catawba und Yamasee, nach Norden schickte und die Tuscarora 1712 in zwei Gefechten besiegte. Die Regierung aus North Carolina weigerte sich, die Truppen aus South Carolina zu bezahlen, sondern schlug ihnen stattdessen vor, einige hundert Tuscarora zu fangen und als Sklaven zu verkaufen. So kehrten sie im nächsten Jahr mit mehr als 1.000 Catawba- und Yamasee-Kriegern zurück, besiegten die Tuscarora erneut und verkauften über 400 Tuscarora als Skaven. Die überlebenden Tuscarora flüchteten 1714 zu den Oneida nach New York und wurden dort 1722 als sechste Nation in die Irokesenliga aufgenommen.
Viele Catawba-Krieger waren dem Alkohol verfallen und hatten Schulden bei britischen Händlern, die sie nicht zurückzahlen konnten. Deshalb wurden zunehmend ihre Frauen und Kinder von den Händlern in die Sklaverei verkauft. Im Jahr 1715 kam es zu einem allgemeinen Aufstand der indianischen Bevölkerung in South Carolina, dem Yamasee-Krieg. Zunächst fielen einige Forts der Briten, doch die Kolonisten konnten aufgrund ihrer besseren Bewaffnung die Revolte niederschlagen. Die überlebenden Indianer wurden 1717 zu einem Friedensvertrag gezwungen, doch so mancher kleine Stamm wurde total ausgelöscht oder die Überlebenden wurden in andere Stämme integriert und gelten seitdem als ausgestorben. Die Catawba nahmen zahlreiche Flüchtlinge auf und konnten so ihre Verluste ersetzen und weiter als Stamm bestehen. Trotzdem war ihre Bevölkerungszahl dramatisch geschrumpft und es gab im Jahr 1728 nur noch 1.400 Angehörige, die siebzig Jahre Krieg, europäische Krankheiten und Alkoholmissbrauch überstanden hatten. Ein weiterer Schicksalsschlag traf die Catawba 1738, als eine schwere Pockenepidemie mehr als die Hälfte der Stammesmitglieder tötete. Im Jahr 1733 kam es zum Friedensvertrag mit den Wyandot aus Ohio, doch der endlose Krieg zwischen der Irokesenliga und den Catawba dauerte trotz heftiger Proteste der britischen Regierung und den Gouverneuren der Südstaaten bis 1752. Zu dieser Zeit gab es bei den Catawba nur noch 120 Krieger bei einer Gesamtpopulation von 700 Personen. Schließlich wurde 1759 in Albany ein Friedensvertrag zwischen den Kriegsparteien ausgehandelt.
Die Catawba waren in den ersten Jahren des Siebenjährigen Kriegs (1755–1763) gefragte Scouts in der britischen Armee, doch eine weitere Pockenepidemie tötete 1759–60 wiederum die Hälfte des Stammes und hinterließ demoralisierte Überlebende. Mit nur noch 60 Kriegern dienten die Catawba als Scouts für die Briten gegen ihre alten Feinde im Cherokee-Krieg 1760–61, doch das sollte ihr letzter wichtiger Kriegseinsatz sein. Inzwischen hatten sie 1758 ihre verbliebenen Dörfer in North Carolina verlassen und lebten nun vollständig in South Carolina. In den Verträgen von Pine Hill von 1760 und Augusta von 1761 wurde vereinbart, dass für sie eine rund 25 km² große Reservation am Catawba River an der Grenze zwischen North und South Carolina eingerichtet wurde. Doch als das Ende der Catawba-Macht wird allgemein der Mord am letzten wichtigen Catawba-Häuptling Haiglar angesehen, der im Jahr 1763 von einer Gruppe von Shawnee-Kriegern verübt wurde.

### Amerikanische Revolution und Reservationszeit
Im Amerikanischen Unabhängigkeitskrieg unterstützten die Catawba die Amerikaner als Scouts. Als die britische Armee in South Carolina einmarschierte, flüchteten die Catawba nach Virginia, kehrten aber 1781 nach der Schlacht von Guilford Court House zurück. Das den Catawba zugewiesene Reservationsland schrumpfte zusehends, denn die Regierung von South Carolina war nicht gewillt, gegen ihre weißen Bürger vorzugehen. Um 1826 war fast das gesamte Reservationsland entweder verkauft oder an die Weißen verpachtet. So mussten die Überreste der Catawba auf knapp vier km² in Armut vegetieren. Im Vertrag von Indian Ford 1840 verkauften sie ihr letztes Land an South Carolina. Die Catawba zogen nach Norden über die Grenze, doch North Carolina verweigerte die Aufnahme und zwang sie zur Umkehr. Trotz ihrer Feindschaft in der Vergangenheit wurden sie von den Cherokee in North Carolina eingeladen, auf ihrem Land zu leben. Doch es gab Differenzen und der Aufenthalt war nicht von Dauer. Schon um 1847 hatten die meisten Catawba die Cherokee verlassen und kehrten nach South Carolina zurück, wo sie nur noch ein Stück Land von 640 Acres (2,60 km²) ihrer ehemaligen Reservation besaßen. Es gab 1853 Pläne, die Catawba im Indianerterritorium, heute Oklahoma, anzusiedeln, doch sie wurden verworfen. Im Amerikanischen Bürgerkrieg (1861–65) kämpften einige Stammesangehörige auf der Seite der Südstaaten. Im US-Zensus von 1910 wurden nur noch 124 Catawba gezählt.

### Heutige Situation
Inzwischen waren sie als Stamm vom Staat South Carolina anerkannt (state recognized), doch die bundesstaatliche Anerkennung (federal recognition) bekamen sie erst 1941. Diese wurde ihnen allerdings 1959 auf eigenen Wunsch wieder aberkannt, weil sie das verbliebene Land unter die verbliebenen 600 Stammesmitglieder aufteilen wollten. Der Sinneswandel erfolgte 1973, als der Catawba-Stammesrat (tribal council) reorganisiert und vom Staat South Carolina als Catawba Nation anerkannt wurde. Danach begann der Kampf um die erneute bundesstaatliche Anerkennung, die schließlich im Jahr 1993 erreicht wurde. Der Hauptsitz der Catawba Nation befindet sich in Rock Hill in South Carolina. Im Jahr 2006 war die Zahl der Stammesmitglieder auf 2.600 angewachsen, von denen die meisten in South Carolina und kleinere Gruppen in Oklahoma, Colorado, Ohio, Utah und anderswo lebten. Laut US-Zensus von 2010 gibt es aktuell 2.015 Nachkommen der Catawba in Rock Hill, insgesamt wurden 3.370 gelistet (Nachkommen aus einem oder mehreren Stämmen).